# Personaggi di Frasier
Questa voce contiene un elenco dei personaggi presenti nella serie televisiva Frasier.

## Personaggi principali

### Frasier Crane
Psichiatra radiofonico, lavora alla K.A.C.L. 7.80, un'emittente radiofonica di Seattle, ed è quotidianamente a contatto con le manie, fobie e fisime dei suoi ascoltatori.
È divorziato da Lilith, con la quale ha un figlio: Frederick. Frasier e Lilith hanno provato a riallacciare i rapporti, ma senza successo.
Ha uno spiccato senso dell'estetica e un gusto raffinato per la musica, la cucina e la letteratura, che lo portano ad essere preso in giro per il suo essere piuttosto "snob" e ad essere in contrasto con lo stile di vita del padre, a volte un po' rozzo ma molto più diretto.
Ha molte relazioni che puntualmente falliscono anche dopo molto tempo, e questo lo porterà ad avere addirittura una discussione immaginaria con quattro donne del suo passato: Diane (Cheers), che lo ha lasciato sull'altare, Lilith, la sua ex-moglie, la madre, morta di tumore anni prima, e la sua prima moglie, Nanette Buzman, una hyppie conosciuta al college di cui non fa quasi mai parola.
Di vasta cultura e fraseggio ricercato, carattere sincero, generoso e passionale, Frasier è noto per le continue gaffe e intromissioni nella vita altrui che lo portano a combinare sempre guai, a cercare di risolverli complicando ancor più le cose e a scontrarsi spesso con il proprio senso della morale e dell'etica, soprattutto nelle sue relazioni con le donne, al punto da farle finire in maniera burrascosa e goffa.
(Frasier risponde a Daphne)

### Niles Crane
(Niles parla agli ascoltatori mentre sostituisce Frasier alla radio)
(Niles parla degli insetti)
Fratello minore di Frasier, è uno psichiatra (junghiano, al contrario di Frasier che è freudiano), ed esercita in studio, cosa questa che lo porterà ad avere sempre da ridire sulla scelta professionale di Frasier.
È sposato con Maris, una ricca ed insopportabile snob, che non appare mai durante la serie, e dalla quale si separerà dopo averla trovata a letto con il proprio psichiatra nell'episodio n°13 della quinta stagione "The Maris Counselor"
Ha una cotta, sin dalla prima puntata, per Daphne Moon, l'infermiera del padre.
Di cultura e modi molto simili al fratello, è sempre in competizione con lui, che spesso sfocia in comportamenti infantili e disastrosi, anche nelle cose più banali, come quando si presenta l'occasione di accaparrarsi un oggetto prezioso o un riconoscimento, oppure quando scopre che Frasier aveva preso un punteggio più basso di 27 punti del suo, al test del Q.I. fatto da piccoli (Frasier 129, Niles 156).
Ha una vera fobia per germi e insetti, infatti prima di sedersi al tavolo del Cafè Nervosa (il cafè frequentato abitualmente dai fratelli Crane) pulisce sempre la sedia con il fazzoletto, cosa che in realtà gli inculca per scherzo la sua ex baby-sitter Ronee.

### Martin Crane
(Martin parla a Fresier di Daphne)
Padre di Frasier e Niles, è un ex poliziotto, costretto in pensione perché ferito alla gamba durante uno scontro a fuoco. Rimasto claudicante, si è trasferito a casa di Frasier ed è assistito dall'infermiera Daphne.
La sua "cultura da strada", a volte rozza ma sempre efficace e con i piedi ben piantati sul terreno, lo porta spesso a scontrarsi con il modo di pensare dei figli, più astratto, ma alla fine trovano sempre un accordo.
Non ha mai smesso di amare sua moglie, la madre di Frasier, morta anni prima. Ha molte altre relazioni, ma rimane un vedovo inconsolabile.

### Daphne Moon
(Frasier chiede un parere a Daphne)
Infermiera personale di Martin, e medium a tempo perso. Nata in Inghilterra, si è trasferita a Seattle per fare carriera, ma la sua sistemazione è tutt'altro che soddisfacente. Gli anni di convivenza con i Crane, però, le hanno consentito di affezionarsi alla famiglia, tanto da sentirsene parte.
Ogni tanto viene presa in giro da Martin per la pronuncia inglese.
Ha una forte personalità ed è molto dolce, e riesce a resistere allo snobbismo dei Crane con un sarcasmo a volte molto pungente e con molta sincerità. Irresistibili i suoi racconti disincantati di fatti terribili accaduti nella sua giovinezza, e del suo rapporto con i suoi numerosi fratelli tutti maschi e tutti delinquenti.
Ha relazioni che una volta divenute serie e stabili falliscono, a volte anche ad un passo dall'altare, come nell'espisodio n°15 della sesta stagione "To Tell the Truth", in cui troverà l'amore con l'avvocato di Niles, Donnie.

### Roz Doyle
(Roz risponde ad un invito di Frasier per una cena raffinata)
Produttrice del programma radiofonico di Frasier, e sua centralinista, è una donna forte e molto decisa, tanto da incutere timore in chi le sta vicino.
Ha una vita privata molto attiva, ma rifiuta ogni coinvolgimento personale con i colleghi di lavoro, rifiutando tutte le loro proposte.
Nonostante sia sempre in disaccordo con Frasier per il loro diverso modo di affrontare la vita, gli è molto affezionata, e nei momenti di bisogno ci sono sempre l'uno per l'altro.

### Eddie
(Martin spiega a Frasier perché ha vestito il cane da Babbo Natale)
Cane e migliore amico di Martin, è un Jack Russell Terrier con la mania di fissare Frasier; Martin cerca sempre di addestrarlo o di vestirlo per le feste in maniera umiliante, mentre Frasier cerca sempre di sbarazzarsene, nonostante tutto è molto legato ai due fratelli.

## Personaggi ricorrenti
-Martin: "E perché diavolo non è andata con lui?"
-Niles: "Semplice, perché se ci cadesse dentro il contatto della cosa più calda della terra con quella più fredda la spaccherebbe in due!"
-Frasier: "Così come un sorriso di Maris congelerebbe Mercurio."
-Martin: "oh, piantatela, nessuno dei due riuscirebbe ad averla vinta!"»
(I Crane discutono su Lilith e Maris)

### Bob "Bulldog" Briscoe
Conduce un programma radiofonico sportivo che va in onda subito dopo quello di Frasier. Volgare e rozzo, è la controparte negativa di Frasier, e cerca di metterlo sempre in imbarazzo disturbando il suo programma.
Il suo soprannome è dovuto al fatto che abbaia quando vede una donna che gli interessa.
Nella sesta stagione ha una fugace e bollente relazione con Roz, di cui resta invaghito anche successivamente. 
(Tipica scenata di Bob quando non trova qualcosa)

### Gil Chesterton
Conduce un programma radiofonico culinario. Dai gusti raffinati, snob (molto più dei fratelli Crane), e dai modi esageratamente effeminati, Gil viene visto come una figura melliflua e viscida, e nonostante dica di essere sposato con Deb, nessuno ci ha mai creduto.
(Gil saluta i suoi ascoltatori)

### Lilith Sternin
Ex moglie di Frasier, psichiatra fredda e imperturbabile, ha frequenti rapporti con la famiglia Crane, anche se non è ben vista.
Malgrado provi ancora interesse per Frasier, i loro due caratteri non sono mai riusciti ad andare d'accordo. Dopo vari tentativi, e dopo il divorzio, si è risposata con un vulcanologo, ma poi lui ha scoperto di essere omosessuale e l'ha lasciata. In questo frangente ha un fugace rapporto con Niles. 
Lilith - Già, Frederick ha passato diverse ore alla finestra a studiare i loro schemi di gioco.»
(Lilith risponde a Martin)

### Maris
Prima moglie di Niles, è una ricca, fredda, viziata, e magrissima donna dell'alta società di Seattle; tiene in soggezione Niles con i suoi modi e fa in modo che lui possa sentirsi in colpa anche per i capelli grigi che le spuntano. L'aspetto reale è ignoto, in quanto non appare mai nei telefilm.
(Frasier descrive la cagnetta di Niles presa dopo la separazione)

### Martha
Fidatissima cameriera sudamericana tuttofare di Maris, non sa una parola d'inglese ma capisce molto bene il tedesco perché in passato ha lavorato per una famiglia tedesca emigrata in Guatemala subito dopo la guerra.

### Bebe Glazer
(Frasier appella Bibi (gioco di parole con il film Rosemary's Baby)
Agente di Frasier, è una donna amorale e spietata che per raggiungere i suoi obiettivi non si fa alcuno scrupolo.
Memorabile il tentativo di matrimonio contratto con il magnate texano, potenziale acquirente della stazione radio, Grande Verga, morto però durante la marcia nuziale e di cui Bebe non riesce a diventare erede (tranne che per un Rolex d'oro sfilatogli dal polso mentre si accasciava).

### Frederick Gaylord Crane
Amatissimo figlio di Frasier e Lilith, intelligente quanto loro, cerca di essere un ragazzo normale nonostante gli sforzi dei genitori; nell'ultima serie sconcerta il padre presentandosi vestito da goto (Dark).

### Noel Shempsky
(Roz parla a Noel)
Impiegato alla radio, Trekker sfegatato e conoscitore della cultura e della lingua Klingon, è innamorato di Roz e coltiva la convinzione che anche lei lo sia, ma che non lo voglia ammettere.

### Kenny Daley
Direttore della radio dalla 7ª stagione, è un uomo semplice e bonario, ed un erotomane senza alcuna autostima.

### Sherry Dempsey
Fidanzata di Martin per un lungo periodo, è una ex-soubrette di Las Vegas chiassona e coloratissima, mal sopportata dai fratelli Crane e da Daphne.

### Donny Douglas
Fidanzato di Daphne, è lo spietato e risoluto avvocato che segue il divorzio di Niles da Maris; dai modi rozzi e sbrigativi è in realtà un uomo generoso e molto attaccato alla famiglia. In passato è stato fidanzato di Roz.

### Mel Karnofsky
Chirurgo plastico di Maris, è la 2ª moglie di Niles.

### Cam Winston
Nemesi di Frasier, è il vicino del piano di sopra, snob e ricercato come lui, non vanno mai d'accordo tranne quando Martin e la madre di lui fingono di avere una relazione. 

### Gertrude Moon
Madre di Daphne, fumatrice e bevitrice incallita, dopo la separazione dal marito entra nella vita di Daphne senza che lei possa controllarla per evitare che la metta puntualmente in imbarazzo con i suoi modi e i suoi vizi. Martin la evita perché lei cerca sempre di insidiarlo mettendogli sempre i bastoni tra le ruote con le altre donne.

### Simon Moon
Fratello meno preferito di Daphne, alcolizzato, folle e arraffone ma con un incredibile successo con le donne, è la nemesi di Daphne, che cerca di sbarazzarsene in tutti i modi.

### Ronee Lawrence
Ultima fidanzata di Martin, affascinante cantante in un club di Seattle, è la ex baby-sitter dei fratelli Crane.

## Guest star
- JoBeth Williams: Madeline Marshall
- Ted Danson: Sam Malone
- Téa Leoni: Sheila
- Mercedes Ruehl: Kate Costas
- Felicity Huffman: Julia Wilcox
- Teri Hatcher: Marie
- Linda Hamilton: Laura
- Bob Hoskins: allenatore Fuller
- Megan Mullally: Sara
- Elvis Costello:Sam
- Shelley Long: Diane Chambers
- Sela Ward: Kelly Easterbook
- Woody Harrelson: Woody Boyd
- Brian Cox: Harry Moon
- Laura Linney: Charlotte
- Jennifer Beals: Dr. Anne Ranberg
- Patrick Stewart: Alistair Burke
- Jennifer Tilly:Kim
- Bridgette Wilson:Kris
- Tony Shalhoub: Manu
- John Hannah:Avery McManus
- Jeanne Tripplehorn:Chelsea
- Piper Laurie: la madre della Dott.ssa Mary
- Rosie Perez:Francesca
- Rita Wilson:Hester
- Julia Sweeney:Ann
- Michael Keaton:Blaine Sternin
- Aaron Eckhart: Frank
- T.R. Knight: un paziente di Frasier
- Sarah Silverman: una paziente di Frasier
- John Glenn: se stesso
- Bill Gates: se stesso
- Larry King: se stesso
- Lindsay Price: Sharon
- Eva Marie Saint: Joanna Doyle
- Jennifer Jason Leigh:Estelle
- Luis Guzmán: George
- Marian Seldes: la madre di Ronee

## Guest Calling
Durante il programma radiofonico, Frasier riceve molte telefonate, che nella realtà sono fatte da personaggi famosi che interpretano un ascoltatore.
- Brooke Adams (Marilyn, Ep 53)
- Marv Albert (Jerry, Ep 74)
- Joan Allen (Lydia, Ep 65)
- Gillian Anderson (Jenny, Ep 139)
- Kevin Bacon (Vic, Ep 33)
- Billy Barty (Chris, Ep 65)
- Billy Bean (Jerry, Ep 212)
- David Benoit (Doug, Ep 91)
- Halle Berry (Betsy, Ep 110)
- Pat Boone (Garth, Ep 196)
- Benjamin Bratt (Kevin, Ep 237)
- Matthew Broderick (Mark, Ep 49)
- Mel Brooks (Tom, Ep 12)
- Blair Brown (Jill, Ep 50)
- Charles Busch (Mark, Ep 212)
- Keith Carradine (Carl, Ep 208)
- Cyd Charisse (Polly, Ep 55)
- Jill Clayburgh (Marie, Ep 112)
- Rosemary Clooney (Gladys, Ep 12)
- Betty Comden (Linda, Ep 34 with Adolph Green)
- Bob Costas (Jake, Ep 74)
- Cindy Crawford (Dorothy, Ep 98)
- Billy Crystal (Jack, Ep 52)
- Kieran Culkin (Jimmy, Ep 75)
- Macaulay Culkin (Elliot, Ep 35)
- John Cusack (Greg, Ep 80)
- Beverly D'Angelo (Audrey, Ep 132)
- Jeff Daniels (Doug, Ep 5)
- Sandra Dee (Connie, Ep 30)
- Laura Dern (June, Ep 54)
- Phil Donahue (Larry, Ep 131 con Marlo Thomas)
- David Duchovny (Tom, Ep 70)
- Olympia Dukakis (Caller #3, Ep 208)
- Patty Duke (Alice, Ep 84)
- Hilary Duff (Britney, Ep 246)
- Dominick Dunne (Jeff, Ep 12)
- Griffin Dunne (Russell, Ep 1)
- Christopher Durang (Rudy, Ep 75)
- Shelley Duvall (Caroline, Ep 48)
- Anthony Edwards (Tom, Ep 190)
- Julius Erving (Mike, Ep 74)
- Gloria Estefan (Maria, Ep 158)
- Melissa Etheridge (Cleo, Ep 174)
- Carrie Fisher (Phyllis, Ep 49)
- Jodie Foster (Marlene, Ep 61)
- Andy Garcia (Terence, Ep 197)
- Art Garfunkel (Chester, Ep 32)
- Teri Garr (Nancy, Ep 49)
- Larry Gelbert (Joe, Ep 194)
- Eydie Gorme (Lois, Ep 23 con Steve Lawrence)
- Adolph Green (Walter, Ep 34 con Betty Comden)
- Linda Hamilton (Clare, Ep 1)
- Scott Hamilton (Caller #1, Ep 208)
- Daryl Hannah (Caller #2, Ep 208)
- Ed Harris (Rob, Ep 52)
- Patricia Hearst (Janice, Ep 23)
- Tommy Hilfiger (Robert, Ep 23)
- Ron Howard (Stephen, Ep 130)
- Tom Hulce (Keith, Ep 49)
- Eric Idle (Chuck, Ep 65)
- Judith Ivey (Lorraine, Ep 4)
- Alison Janney (Phyllis, Ep 194)
- Cherry Jones (Janet, Ep 196)
- Naomi Judd (Lillian, Ep 204)
- Stephen King (Brian, Ep 172)
- Bruno Kirby (Marco, Ep 7)
- Robert Klein (Gary, Ep 6)
- Christine Lahti (Laura, Ep 22)
- Sherry Lansing (Angela, Ep 72)
- Piper Laurie (Marianne, Ep 13)
- Steve Lawrence (Howard, Ep 23 con Eydie Gorme)
- Timothy Leary (Hank, Ep 16)
- Jennifer Jason Leigh (Estelle, Ep 194)
- Jay Leno (Don, Ep 10)
- Laura Linney (Mindy, Ep 227)
- Ray Liotta (Bob, Ep 57)
- John Lithgow ("Madman" Martinez, Ep 43)
- Patti LuPone (Pam, Ep 3)
- Yo-Yo Ma (Tom, Ep 140)
- William H Macy (Ralph, Ep 130)
- Amy Madigan (Maggie, Ep 28)
- John Mahoney (Martin Crane, Ep 1)
- Henry Mancini (Al, Ep 13)
- Joe Mantegna (Derek Mann, Ep 4)
- Penny Marshall (Celeste, Ep 246)
- Mary Elizabeth Mastrantonio (Eileen, Ep 51)
- Armistead Maupin (Gerard, Ep 59)
- Paul Mazursky (Vinnie, Ep 56)
- Malcolm McDowell (Dr Helmut Bruger, Ep 19)
- John McEnroe (Patrick, Ep 119)
- Reba McEntire (Rachel, Ep 20)
- Helen Mirren (Babette, Ep 251)
- Isaac Mizrahi (Gabe, Ep 158)
- Mary Tyler Moore (Marjorie, Ep 23)
- Bess Myerson (Mary, Ep 108)
- Jerry Orbach (Mitch, Ep 65)
- Estelle Parsons (Celeste's Mother, Ep 246)
- Jane Pauley (Rochelle, Ep 65)
- Bill Paxton (Ernie, Ep 233)
- Rosie Perez (Francesca, Ep 36)
- Bernadette Peters (Rachel, Ep 177)
- Sydney Pollack (Holden Thorpe, Ep 31)
- Faith Prince (Brandy, Ep 63)
- Hal Prince (Fred, Ep 180)
- Freddie Prinze Jr (Mike, Ep 200)
- Wolfgang Puck (Tom, Ep 172)
- Bonnie Raitt (Denise, Ep 139)
- Christopher Reeve (Leonard, Ep 2)
- Carl Reiner (Roger, Ep 9)
- Rob Reiner (Bill, Ep 108)
- Eric Roberts (Chet, Ep 87)
- Bobby Short (Warren, Ep 194)
- Carly Simon (Marie, Ep 36)
- Neil Simon (Andy, Ep 173)
- Gary Sinise (Sid, Ep 42)
- Leelee Sobieski (Sheila, Ep 212)
- James Spader (Steven, Ep 25)
- Mary Steenburgen (Marjorie, Ep 37)
- Ben Stiller (Barry, Ep 12)
- Eric Stoltz (Don, Ep 12)
- Marlo Thomas (Sophie, Ep 131 con Phil Donahue)
- Lily Tomlin (Rita, Ep 26)
- John Turturro (Grant, Ep 219)
- Randy Travis (Steve, Ep 63)
- Garry Trudeau (Louis, Ep 23)
- Stanley Tucci (Morrie, Ep 246)
- Eddie Van Halen (Hank, Ep 7)
- John Waters (Roger, Ep 108)
- Rufus Wainwright (Jeremy, Ep 207)
- Wendy Wasserstein (Linda, Ep 77)
- Bradley Whitford (Stu, Ep 214)
- JoBeth Williams (Danielle, Ep 8)
- Katrina Witt (Brenda, Ep 65)
- Elijah Wood (Ethan, Ep 13)
- Alfre Woodard (Edna, Ep 30)
- Steve Young (Blake, Ep 23)
- Pia Zadora (Jill, Ep 139)